# Cantó d'Erment
El cantó d'Erment és un cantó francès del departament del Puèi Domat, situat al districte de Clarmont d'Alvèrnia. Té sis municipis i el cap és Erment.

## Municipis
- Erment
- Prondines
- Saint-Germain-près-Herment
- Sauvagnat
- Tortebesse
- Verneugheol

## Història
| Data d'elecció                           | Identitat            | Partit                    | Qualitat |
| ---------------------------------------- | -------------------- | ------------------------- | -------- |
| 1958-1964                                | M. Giraudon          | SFIO                      |          |
| 1964-1970                                | Paul Brand           | RI                        |          |
| 1970-1982                                | M. Fournier          | Centrista, després PS     |          |
| 1982-1988                                | Renée Gourdron-Verny | UDF                       |          |
| 1988-                                    | Jean-Claude Fournier | PS, després Divers gauche |          |
| les dades anteriors no són pas conegudes |                      |                           |          |
|                                          |                      |                           |          |

## Demografia
| 1962  | 1968  | 1975  | 1982  | 1990  | 1999  | 2007  |
| ----- | ----- | ----- | ----- | ----- | ----- | ----- |
| 1.789 | 1.935 | 1.774 | 1.515 | 1.379 | 1.211 | 1.077 |